# Смитсон, Джеймс
Джеймс Смитсон (англ. James Smithson; ок. 1765, Париж — 27 июня 1829, Генуя) — британский химик и минералог, фактический основатель Смитсоновского института в Вашингтоне.

## Биография
Был незаконнорождённым сыном Хью Перси (Смитсона), 1-го герцога Нортумберлендского и Элизабет Хэнжфорд Кейт Меси, появился на свет во Франции, при этом точная дата его рождения неизвестна. Получил образование в Пембрук-Колледже, Оксфорд, получив диплом в 1786 году; в молодости был известен под именем Джеймс (или Жак) Льюис (или Луи) Мейси — имя Джеймса Смитсона взял приблизительно в 1800 году. Во время учёбы основное внимание уделял химии и минералогии, в издании «Annals of Philosophy and Phil. Trans» опубликовал ряд статей, в том числе о каламнитах. Название «смитсонит» первоначально было дано в его честь цинковому карбонату Бёданом, но затем стало применяться и к силикату и практически вышло из употребления уже к началу XX века. В 1784 году сопровождал Бартелеми де Сен-Фона в его экспедиции по Британским островам, и в английском переводе труда последнего, «Travels in England, Scotland and the Hebrides» (1799), о Смитсоне упоминается как о «М. де Меси из Лондона». 26 апреля 1787 года был избран членом Лондонского королевского общества. Согласно его завещанию, более 100000 золотых соверенов передавалось правительству Соединённых Штатов Америки для основания Смитсоновского института. Это учреждение в итоге было основано законом конгресса от 10 августа 1846 года.